# Amarintias
Las Amarintias o Amarisias (en griego antiguo Ἀμαρύνθια o Ἀμαρύσια) son una fiestas religiosas de la Antigua Grecia en honor de Artemisa Amarintia o Amarisia que se celebraron originalmente en Amarinto en la isla de Eubea.
También se celebraban estas fiestas en varios lugares del Ática, como en Athmone o Atenas, siendo consideradas no menos brillantes que en Amarinto.
Las fiestas de Eubea se distinguieron por la solemnidad y esplendor de sus procesiones y el mismo Estrabón menciona una inscripción en una columna del santuario de Artemisa Amarintia donde se contaba el esplendor con el que los eretrios celebraban estas fiestas, con una procesión donde se congregaban tres mil hombres armados, seiscientos jinetes y sesenta carros.